# Scopula spilodorsata
Scopula spilodorsata là một loài bướm đêm trong họ Geometridae.